# 澳大利亞當代藝術博物館
澳大利亞當代藝術博物館（英語：Museum of Contemporary Art Australia）是位於澳大利亞悉尼的一座博物館，專門收藏和展示當代藝術的美術品。1991年開業。2010年，博物館進行了大幅擴建。2012年3月29日，重新開放。

## 外部連結
- Official Website （页面存档备份，存于）